# WinShell

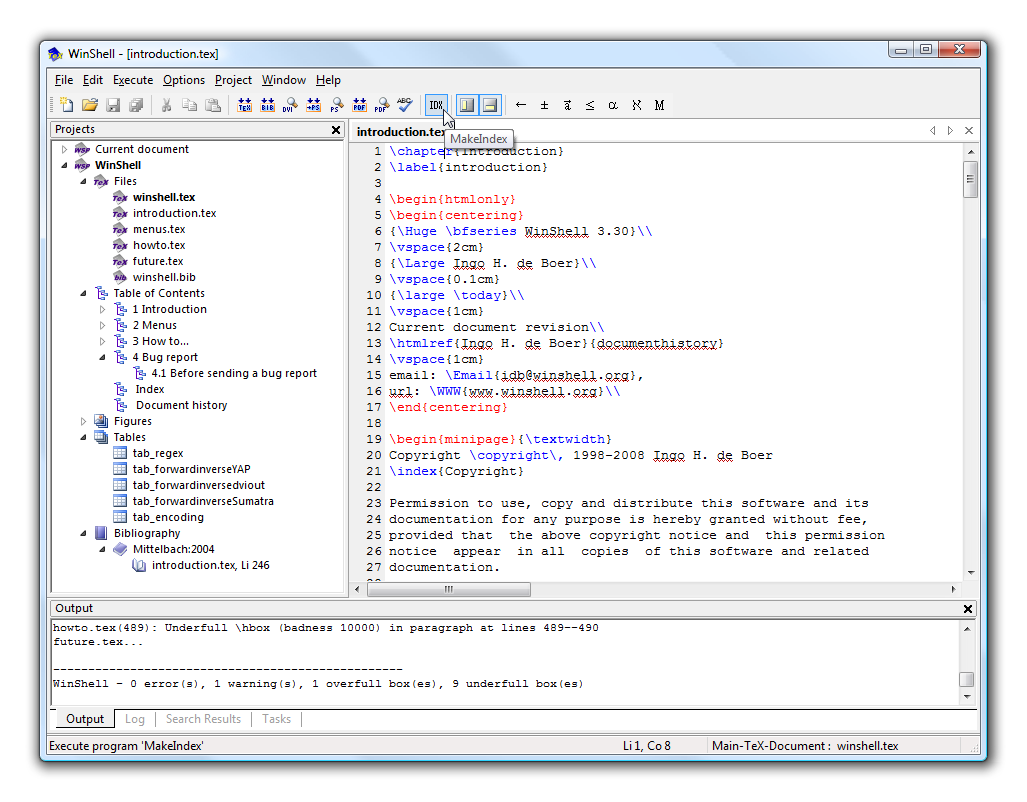
WinShell chạy trong Windows Vista.

WinShell là phần mềm miễn phí hỗ trợ soạn thảo văn bản LaTeX. Được thiết kế để chạy trên Windows, nhưng WinShell cũng có thể hoạt động trong Linux nhờ Wine.

## Lịch sử
Ingo de Boer bắt đầu thử nghiệm viết phần mềm WinShell vào năm 1997 với hai mục đích: tạo một phần mềm giúp cho việc soạn thảo LaTeX thay vì các phần mềm WYSIWYG thời đó, đồng thời luyện tập lập trình C++. Phiên bản 1.0 của WinShell được công bố lên mạng vào năm 1998.

## Tính năng
WinShell hỗ trợ tô màu cú pháp cho văn bản TeX và tạo một giao diện thân thiện giúp người sử dụng thực hiện các thao tác biên dịch tài liệu LaTeX bằng bộ MikTeX hoặc TeXLive đã cài sẵn trong máy. Ngoài ra, một số tính năng phụ hữu ích của WinShell gồm có:
- Hỗ trợ Unicode và các file dạng Unix[2].
- Hỗ trợ tạo bảng một cách nhanh chóng.
- Kiểm tra chính tả được tích hợp trong phần mềm, dựa trên Hunspell
- Gấp khối lệnh (code folding)
- Hộp thoại hỗ trợ tạo danh mục tài liệu tham khảo (Bibliography).
- Có phiên bản Portable WinShell, chạy trực tiếp, không cần phải cài đặt.

## Các phần mềm tương tự
- TeXmaker
- TeXnicCenter